# Yxsta
Yxsta är en småort i Hovsta socken i Örebro kommun i Närke. Orten avgränsades som småort av Statistiska centralbyrån för första gången 2010.